# Jawaharlal Nehru
Jawaharlal Nehru ([dʒəʋaːɦərˈlaːl ˈneːɦru] Kasjmiri: जवाहरलाल नेहरू / جَؤاہَر لال نہروُ) (Allahabad, 14 november 1889 – New Delhi, 27 mei 1964) was een sleutelfiguur in de onafhankelijkheidsbeweging van India. Na de onafhankelijkheid van India werd hij 's lands eerste premier. Tijdens de naoorlogse periode was hij een van de stichters en leiders van de Beweging van Niet-Gebonden Landen. Hij was de vader van premier Indira Gandhi en was de grootvader van moederskant van premier Rajiv Gandhi.

## Jeugd
Nehru was het eerste kind van Motilal Nehru en Swarup Rani. De Nehru's kwamen oorspronkelijk uit Kasjmir en behoorden tot de Brahmaan-kaste. Motilal was verhuisd naar Allahabad en had daar een eigen advocatenkantoor.
Nehru en zijn jongere zussen kregen een Engels - Indiase opvoeding. In 1903 werd hij lid van de Theosofische Vereniging.
Op zijn 15e werd Nehru naar het Verenigd Koninkrijk gestuurd voor zijn opleiding. Hij studeerde natuurwetenschappen in Cambridge en volgde daarna een advocatenstudie in Londen. Tijdens zijn verblijf in het Verenigd Koninkrijk was hij een geregeld bezoeker van musea en theaters. Ook kwam hij in aanraking met verschillende politieke ideologieën als liberalisme en socialisme, zoals velen binnen de Indiase studentengemeenschap.

Met Kamala

Nehru's ouders hadden een bruid voor hem uitgezocht en hoewel hij aanvankelijk niets voor een gearrangeerd huwelijk voelde, trouwde hij bij zijn terugkeer in India (1916) toch met de door zijn ouders gekozen bruid, Kamala Kaul.
Nehru werd erg beïnvloed door zijn Engelse opvoeding en opleiding, terwijl Kamala traditioneel Indiaas was opgevoed. Deze tegenstelling zorgde in de eerste jaren van hun huwelijk voor een kloof. Na een jaar werd hun enig kind geboren, Indira Priyadarshini.
Nehru was erg geïnteresseerd in politiek en werd lid van de Congrespartij. Binnen deze partij behoorde hij vrij snel tot de radicale vleugel, in tegenstelling tot zijn vader.

## Onafhankelijkheidsstrijd
Door de populariteit van Mahatma Gandhi kreeg de Congrespartij een veel grotere aanhang. Nehru bewonderde Gandhi en ging in zijn navolging inheemse kleren dragen en bijeenkomsten organiseren over opleiding, over maatregelen tegen armoede en werkloosheid en vooral over onafhankelijkheid. Nehru werd een goed spreker en begon binnen de Congrespartij als een toekomstige leider gezien te worden.
Zijn vrouw Kamala ging eveneens deelnemen aan de politieke strijd en reisde, met hun dochter, regelmatig met haar man mee het land door. Hierdoor verminderde de kloof tussen de echtgenoten.
Met steun van Gandhi werd Nehru in 1929 gekozen tot president van het Congres. De partij ging zich nu richten op volledige onafhankelijkheid van India in plaats van een dominionstatus. In de daaropvolgende campagne pakte de Britse regering Nehru en vele andere activisten op. Nehru zat gevangen van 1931 tot 1935, met korte onderbrekingen. Na zijn vrijlating reisde hij met zijn ernstig zieke vrouw en dochter naar Europa. Kamala Nehru stierf uiteindelijk in 1938.
Na het uitbreken van de Tweede Wereldoorlog had Brits-India de asmogendheden eveneens de oorlog verklaard, zonder dat hierin de Indiërs zelf waren gekend. De verontwaardiging hierover was algemeen en binnen de Congrespartij leefden meningsverschillen over de te volgen koers. 

Nehru wilde de geallieerden steunen op voorwaarde van onafhankelijkheid na de oorlog. Gandhi wilde in het conflict neutraal blijven en radicale leiders als Subhas Bose wilden zich verbinden met de as-mogendheden.
Na veel meningsverschillen besloot het Congres tot een campagne voor onmiddellijke onafhankelijkheid; de "Quit-India" beweging. Bose kon zich hier niet mee verenigingen en reisde naar Duitsland om een verbond met Hitler te sluiten. Opnieuw werd Nehru opgepakt en hij bleef tot 1945 in hechtenis.

## Minister-president van India

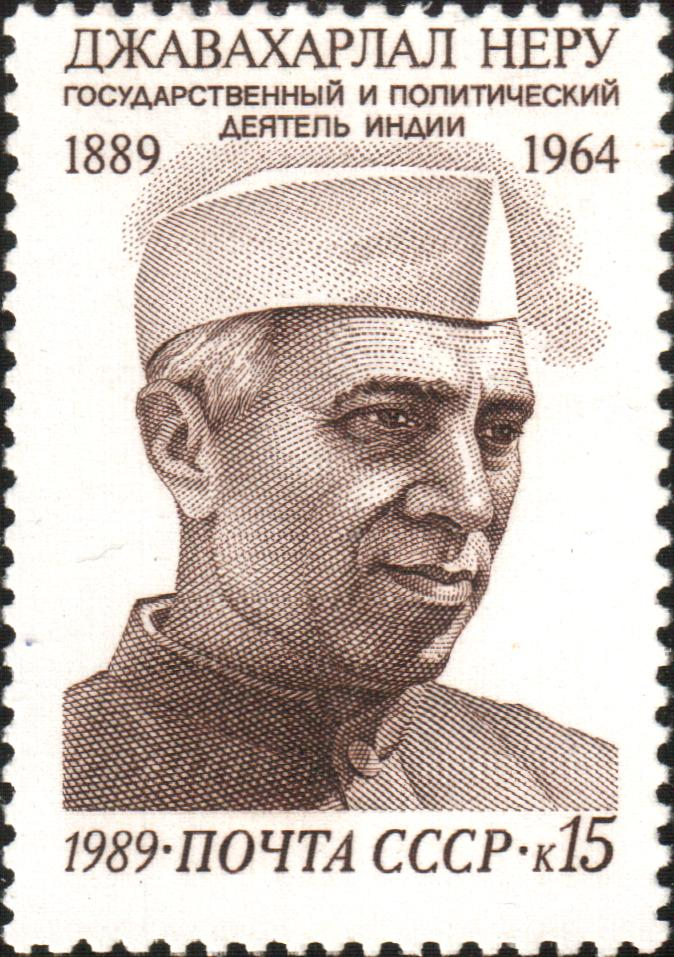

De presidentsverkiezing van de Congrespartij in 1945 was een zeer belangrijke gebeurtenis. De winnaar zou met de Britse regering onderhandelen over onafhankelijkheid en zou waarschijnlijk de leider worden van een onafhankelijk India. In deze verkiezing stond Nehru tegenover Vallabhbhai Patel. Patel leek meer steun te hebben binnen de partijorganisatie, maar doordat Gandhi Patel overreedde zijn kandidatuur in te trekken bleef Nehru president.
De onderhandelingen met de Britten en de Moslimliga, die een eigen staat voor moslims eiste, verliepen moeizaam. Het Congres had zich altijd gezien als een partij voor alle inwoners van Brits-India, ongeacht religie, en was in principe tegen een deling. Maar doordat onder de moslims de Moslimliga de Congres aanhang begon te overtreffen, was het Congres gedwongen om akkoord te gaan met een verdeling.
Op 15 augustus 1947 kon Nehru zijn inaugurele rede houden, Tryst With Destiny:
"Long years ago we made a tryst with destiny, and now the time comes when we shall redeem our pledge, not wholly or in full measure, but very substantially. At the stroke of the midnight hour, when the world sleeps, India will awake to life and freedom. A moment comes, which comes but rarely in history, when we step out from the old to the new, when an age ends, and when the soul of a nation, long suppressed, finds utterance. It is fitting that at this solemn moment we take the pledge of dedication to the service of India and her people and to the still larger cause of humanity."
Tijdens de onderhandelingen en daarna brak een golf van geweld uit tussen de verschillende bevolkingsgroepen. Vooral in Punjab, Kasjmir en Bengalen, allemaal gebieden die verdeeld zouden worden. De geweldsgolf plus de toetreding van de Indiase vorstendommen bij Pakistan leidden uiteindelijk tot de Eerste Kasjmiroorlog.
Tijdens de oorlog werd Mahatma Gandhi vermoord door een fanatieke hindoe.

### Binnenlandse politiek
Speerpunten van het regeringsbeleid waren:
- investeringen in de landbouw,
- armoedebestrijding en
- investeringen in het onderwijs.

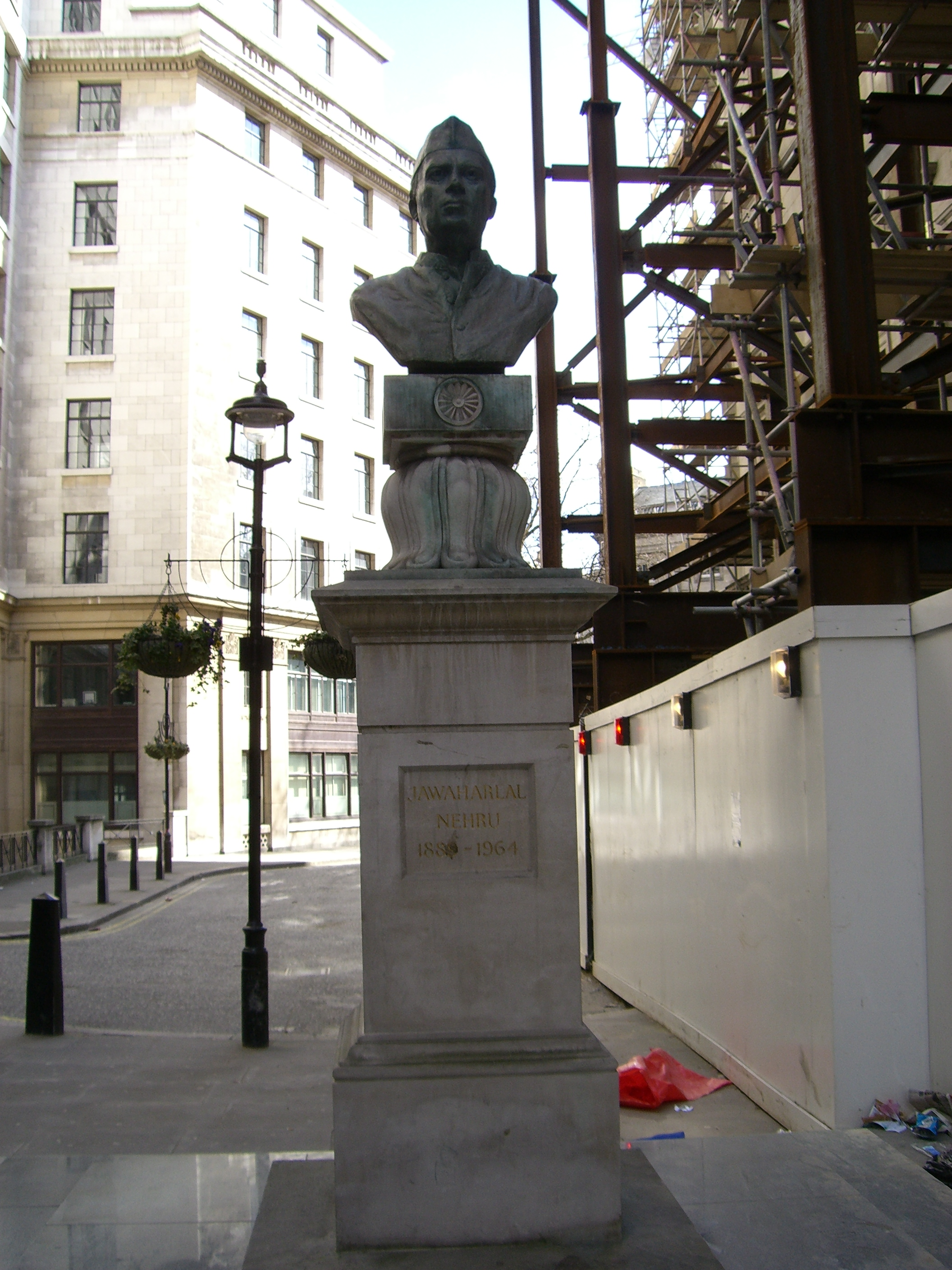

De economische politiek werd vormgegeven via een vijfjarenplan. Hierbij investeerde de overheid sterk in industrie en landbouw en werden inkomens en bedrijfsbelasting verhoogd. Land werd aangekocht en verdeeld. Dammen en kanalen werden aangelegd en het gebruik van meststoffen werd aangemoedigd.
Ondanks deze investeringen kampte India tijdens het grootste deel Nehru's termijn met voedseltekorten.
Als voorstander van onderwijs investeerde Nehru fors in onderwijs. Duizenden dorpsscholen werden gebouwd. Lager onderwijs werd gratis en verplicht gesteld. Verschillende hogere onderwijsinstellingen werden opgericht, zoals het Algemeen Indiaas Instituut voor Medische Studies, het Indiaas Instituut voor Technologie en de Indiase Instituten voor Management Studies.

### Tegenslagen
Als partij die de onafhankelijkheid had gebracht was de Congrespartij na 1947 zeer populair. Als regeringspartij bleek ze ook haar feilen te hebben. Er waren verschillende corruptiegevallen. Als gevolg hiervan waren enkele ministers gedwongen af te treden.
De grondwet van India bevat de mogelijkheid om een (gekozen) deelstaat regering af te zetten en rechtstreeks vanuit Delhi te regeren. De eerste keer dat dit gebeurde was tijdens Nehru's regering. Zijn opvolgers, vooral zijn dochter Indira, zouden hier nog veel meer gebruik van maken.
De populariteit van de Congrespartij liep mede hierdoor terug. Patel was in 1950 overleden en Nehru was de enige belangrijke leider. Hij bleef zelf wel erg geliefd en tot aan zijn dood werden landelijke verkiezingen gewonnen. Tijdens zijn ambtsperiode was zijn dochter bij hem in gaan wonen en was gaan functioneren als gastvrouw / beheerder van zijn agenda. In 1959 werd zij voorzitter van het Congres.

### Buitenlandse politiek

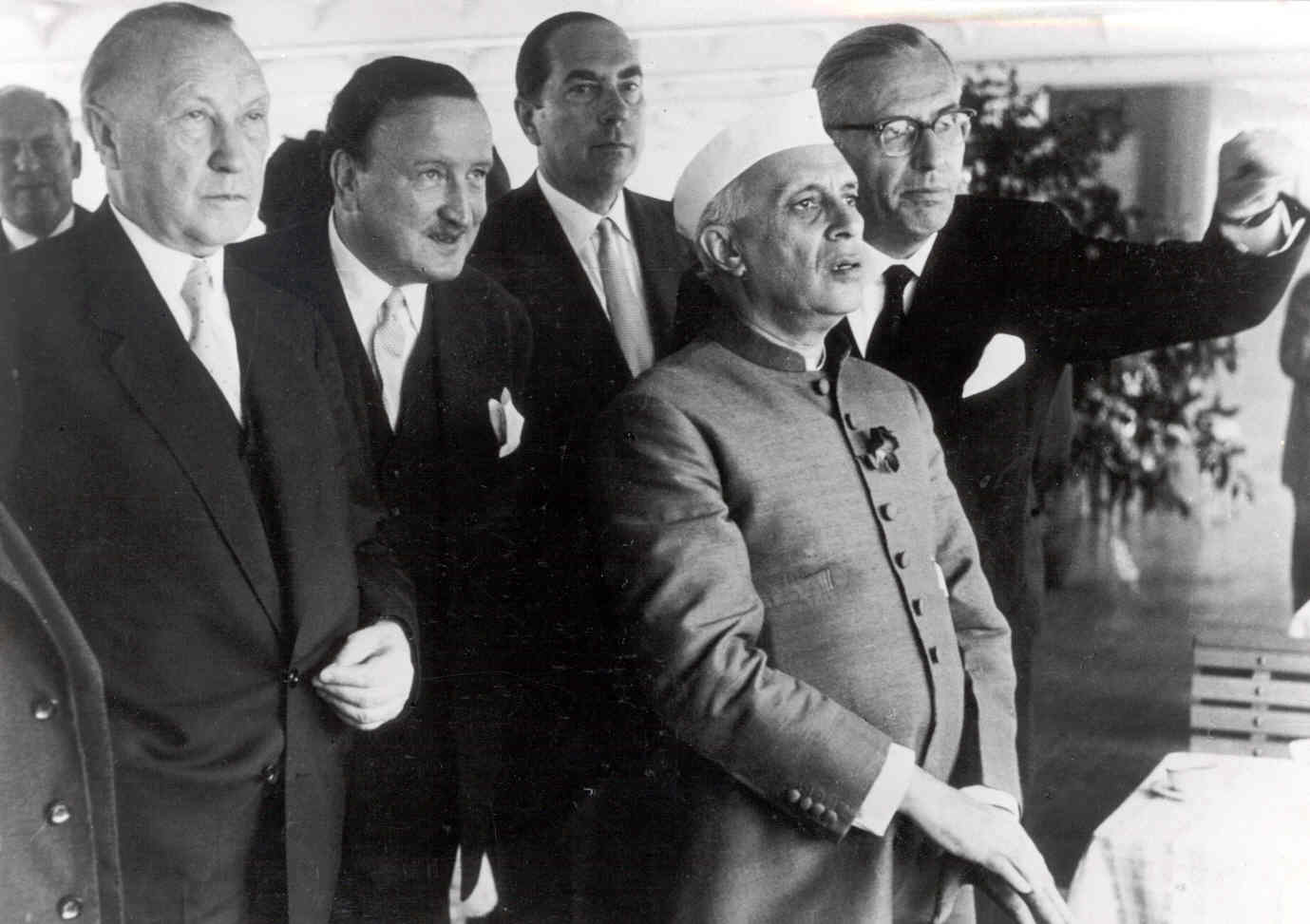
Met Hermann Josef Abs en Konrad Adenauer

In de buitenlandse politiek wenste Nehru niet betrokken te worden in de Koude Oorlog. Hij stichtte met Nasser en Tito de Beweging van de Niet-Gebonden Landen en richtte zich tegen het kolonialisme.
Tijdens de Suezcrisis uitte Nehru scherp kritiek tegen het optreden van het Verenigd Koninkrijk en Frankrijk. Nederland werd bekritiseerd tijdens de Politionele Acties.
Met communistisch China probeerde Nehru goede betrekkingen te onderhouden. In tegenstelling tot de westerse landen erkende India de communistische regering en een bezoek van Zhou Enlai was een succes. De opstand van Tibet en de vlucht van dalai lama Tenzin Gyatso naar India waar hij politiek asiel kreeg hadden nog niet veel gevolgen voor de relatie tussen de landen.
Evengoed leidden grensconflicten tot een korte oorlog in 1962. Het Indiase leger werd teruggedrongen uit het omstreden gebied en Nehru kreeg het verwijt dat hij de defensie had verwaarloosd.

## Dood
Tegen deze tijd was Nehru gezondheid achteruitgegaan. In 1963 was hij al gedwongen om enkele maanden te rusten en in mei 1964 kreeg hij een hartaanval. Hij stierf op 27 mei van dat jaar.
Alhoewel Nehru atheïst was, koos zijn dochter ervoor om hem te cremeren volgens de hindoerituelen.
Nadat Nanda korte tijd het premierschap had waargenomen, werd Nehru opgevolgd door Lal Bahadur Shastri, een oudgediende uit het Congres.